# Consumatori Uniti
Consumatori Uniti è stato un partito politico italiano attivo per la tutela dei diritti dei consumatori. Il suo simbolo era costituito da tre diverse bandiere con le immagini di un rubinetto, tre fiamme del gas, un telefono e una spina elettrica.

## Storia
Il partito viene fondato da Bruno De Vita, a lungo dirigente di Democrazia Proletaria, poi nel 1990, come tanti demoproletari, tra i fondatori della Federazione dei Verdi attraverso i Verdi Arcobaleno. Nel 1992 fu tra i candidati alla Camera di Rifondazione Comunista. Dopo questa esperienza fonda il Partito Consumatori Italiani, essendo anche vicepresidente dell'Adusbef.
Una prima esperienza politica del nucleo originario della lista si è avuta in occasione delle elezioni europee del 1999 quando si presentò in tutte le circoscrizioni una lista che univa Partito Sardo d'Azione (PSdAz), Lega delle Regioni (LdR) di Mario Rigo, e un movimento di consumatori con il logo caratteristico del rubinetto, del gas, del telefono e della spina elettrica (il ministero degli interni indicò la lista con la sigla "PCONSI" che stava per "Partito Consumatori Italiani"). La lista raccoglie 60.534 voti pari allo 0,19% nazionale e nessun seggio.
Alle elezioni regionali del 2005 si schierò nel Lazio col centrosinistra ottenendo 18.163 voti (0,66%).

### Insieme con l'Unione
L'esplicito nome "Consumatori Uniti" si inserisce però nei circuiti della politica nazionale alla vigilia delle elezioni politiche del 2006, quando il movimento decide di schierarsi a sostegno della coalizione del centrosinistra italiano, L'Unione, e di partecipare all'intesa per una lista unitaria già in cantiere tra la Federazione dei Verdi e il Partito dei Comunisti Italiani.
Il movimento si distingue nella composizione di una lista, denominata Insieme con l'Unione, che raggruppa prioritariamente i Verdi e il Pdci ma che, all'interno, reca anche il simbolo dei Consumatori Uniti che schierano alcuni loro candidati. Il risultato della lista, che concorre soltanto all'elezione del Senato della Repubblica, è di circa 1.400.000 voti (il 4,2%) con l'elezione di 11 senatori, che si dividono però tra i due partiti maggiori. Il movimento, così, non ottiene una rappresentanza parlamentare.
Alle elezioni amministrative del maggio 2006, i Consumatori Uniti si presentano con una propria lista, sempre nel centrosinistra, alle comunali di Roma ottenendo 1.943 voti (0,15%).
Il 15 novembre 2006, il senatore Fernando Rossi, già esponente dei Comunisti Italiani, in polemica con il suo partito, aderisce ai Consumatori Uniti. Si tratta di "un passaggio, come afferma lo stesso Rossi, che vuole contribuire all'obiettivo di recuperare un'analisi di classe sui temi consumeristici e ambientali, per cercare compromessi unitari nella sinistra e per cercare di unificare le eterogenee esperienze".
Rossi rappresenta un senatore dissidente rispetto alla risicata maggioranza che il centrosinistra a Palazzo Madama: in occasione del voto sulla finanziaria del Governo Prodi, sostiene che si tratta di una manovra "sbagliata", e il 21 febbraio 2007 non vota la mozione di politica estera presentata dal ministro Massimo D'Alema e riguardante prioritariamente la presenza italiana nelle forze NATO in Afghanistan.
Quest'ultima circostanza, determinata dall'astensione di alcuni senatori a vita, infatti, suscita le dimissioni del premier Romano Prodi e il successivo rinvio del Governo alle Camere per riottenere la fiducia.
Dal 28 febbraio Rossi, d'accordo con i Consumatori Uniti, ha lasciato il gruppo Insieme con l'Unione per aderire al gruppo misto.

### La fusione con l'Unione Democratica
Dopo che Rossi ha lasciato anche questo partito, si è aperta una fase di riflessione che ha portato il movimento a varare una collaborazione con i delusi del Partito Democratico fino a partecipare alla fondazione del movimento denominato Unione Democratica, nel settembre 2007, insieme ai senatori ex-Margherita Willer Bordon e Roberto Manzione.
La fusione fra Ud e Cu è avvenuta il 30 gennaio 2008 dando così origine all'Unione Democratica per i Consumatori.
Il 28 marzo 2009 viene annunciato che PRC, PdCI, Socialismo 2000 e Consumatori Uniti, si presenteranno in una lista unica dove il PRC detiene il 60% delle candidature, dando così concretezza alla proposta della Direzione Nazionale del PRC dell'11 febbraio precedente «di promuovere una lista da presentare alle prossime elezioni europee che, partendo dalla presentazione del simbolo di Rifondazione Comunista-SE, condivida la scelta di appartenenza al GUE-NGL, unisca tutte le forze anticapitaliste, comuniste, di sinistra, sulla base di contenuti alternativi al progetto di Trattato di Lisbona e all'impostazione neoliberista e militarista dell'Unione Europea». Il rapporto con le formazioni "comuniste" si interrompe presto, infatti i Consumatori non entraranno a far parte della Federazione della Sinistra, nata nel luglio 2009.